# Пенжинский хребет
Пе́нжинский хребе́т — горный хребет, расположенный главным образом в Камчатском крае России.
Хребет расположен в Корякском нагорье, между Пенжинской губой и долиной Пенжины с одной стороны и Парапольским долом — с другой. Протяжённость хребта составляет около 420 км, высота — до 1045 м.
Пенжинский хребет сложен песчаниками, сланцами и вулканическими породами. Расчленён долинами рек бассейна Пенжины. Растительность угнетена из-за сильных морозов, частых наледей и постоянных ветров: на склонах (до высоты 300—700 м) произрастает кедровый стланик, выше — травянисто-лишайниковая тундра.